# 極樂宿舍
《極樂宿舍》是一部於2016年上映的青春愛情喜劇電影，林世勇導演，石知田、洪晨穎、李程彬、黃尹宣、李穎、王美心、王宇兒、劉峻緯、卜學亮、郎祖筠領銜主演。

## 劇情
逢成大學一年級新生王極樂準備面對初次的宿舍生活，宿舍內有形形色色的室友和學長，以及任職了三十年的舍監。在某次宿舍停水時，極樂和他的室友得知男宿即將被以髒亂為理由拆除，但實際上的理由是該處要被賣給建商羅英才。為了不讓自己被迫搬到距離原址20分鐘路程的宿舍，眾男生開始抹黑女生宿舍，試圖讓女宿也和男宿一樣被冠上髒亂之名。
他們在女宿搗亂的行為立刻被女宿的領頭者孟采誼發現，男宿和女宿的學生正面宣戰，約好以網路文章的迴響聲量決定勝負，在張貼了考題摘要、MP3分享文、豔照圖文等多篇文章後，雙方不分勝負，女宿轉而攻擊電力設備，男宿在斷電後便宣告落敗。男宿派出宿舍內最英俊的學生進入女宿當間諜，但檢察官和警方也在此時進入宿舍，試圖搜查電腦內是否有非法下載的MP3，這讓張貼了MP3分享文的王極樂難辭其咎，而事發當時正好在女宿的王極樂也遭警方逮捕。
在檢察官的通知下，羅英才先一步得知了學生的違法行為，他以此作為籌碼，要脅逢成大學校長傅仁佩交出女宿的地，此事碰巧被王極樂聽見，他憤而毆打羅英才。翌日，羅英才在逢成的校長室召開記者會，揚言對王極樂提出傷害告訴，傅仁佩在不得已的情況下，為學生違反智慧財產權一事道歉後辭職，王極樂向傅仁佩下跪道歉，坦承自己的幼稚。他並公布了密錄的影片，揭穿羅英才賄賂檢察官的事蹟，讓羅英才下跪道歉，王極樂成為全校的紅人，男宿也得以保留，男宿和女宿的對立就此告終。
大二時，王極樂沒抽到宿舍，和同在找房子孟采誼合租，兩人也萌生情意並開始交往。王極樂的父親因工傷而成為植物人，王極樂隨即休學處理家事，並拒絕了孟采誼的幫忙，之後孟采誼換了電話號碼，兩人就此失去聯繫。多年後王極樂成為建築師，操刀改建逢成的男生宿舍，在同學聚會之後，暗戀王極樂許久的黃翠婷向他示愛，造成孟采誼的誤會，王極樂向她道歉並重新向她表白，兩人重修舊好。

## 演員
- 石知田飾王極樂
- 劉峻緯飾邱萬展
- 黃尹宣飾柯楠成
- 李程彬飾高達人
- 洪晨穎飾孟采誼
- 李穎飾黃翠婷
- 王朵朵飾陳怡君
- 王宇兒飾謝雨珊
- 郎祖筠飾傅仁佩
- 卜學亮飾簡老王
- 李銓飾盧學長
- 高英軒飾簡嘉德
- 王中皇飾羅英才
- 邱彥翔飾極樂爸
- 江少儀飾極樂媽
- 李鳳新飾檢察官

## 歌曲
| 曲別   | 歌名     | 演唱者 | 作詞         | 作曲   |
| 主題曲 | 如果再見 | 韋禮安 | 林建良       | 韋禮安 |
| 插曲   | 子曰     | 卜學亮 | 武雄、卜學亮 | 黃舒駿 |
| 片尾曲 | Us小時   | 吳汶芳 | 吳汶芳       | 吳汶芳 |

## 工作人員
- 監製：徐國倫
- 出品人：胡仲光（台北影業）、林添貴（阿榮企業）
- 導演：林世勇
- 編劇：林世勇
- 攝影：林眾甫
- 配樂：陳依婷 Miogo Chen
- 製作公司：星木映像股份有限公司
- 發行公司：美商二十世紀福斯影業股份有限公司台灣分公司

## 拍攝場景
- 真理大學
- 國立清華大學
- 臺中市政府
- 國立台北大學
- 臺北城市科技大學
- 東海大學建築系
- 台灣大道
- 圓滿劇場
- 草悟道
- 台中市空景
- 大里觀光夜市

此外，臺中市政府也給予該片400萬元輔導金及拍攝支援。

## 外部連結
- 極樂宿舍的Facebook專頁
- Yahoo奇摩電影上《極樂宿舍》的資料（繁體中文）
- 開眼電影網上《極樂宿舍》的資料（繁體中文）
- 香港影庫上《極樂宿舍》的資料（繁體中文）
- 互联网电影数据库（IMDb）上《極樂宿舍》的资料（英文）